# Tipula mikiana
Tipula mikiana är en tvåvingeart som beskrevs av Ernst Evald Bergroth 1888. Tipula mikiana ingår i släktet Tipula och familjen storharkrankar. Inga underarter finns listade i Catalogue of Life.